# Josep Planella
Josep Planella i Coromina (Barcelona, 1804-1890) fue un escenógrafo catalán, hijo y discípulo de Bonaventura Planella i Conxello.

## Biografía
Alumno de la escuela Llotja, comenzó su formación junto a su padre, con quien trabajó para el Teatro Principal de Barcelona desde 1820. En 1837 lo nombraron escenógrafo titular del Teatro de Montsió, y posteriormente, en 1840, sería nombrado escenógrafo titular del Teatro Principal. Fue uno de los teóricos de la escenografía catalana, escribiendo obras como Exposición completa y elemental de Arte de la perspectiva y aplicación de ella al palco escénico, que publicó en 1840 y que se utilizó como manual de escenografía durante muchos años .
Más adelante colaboró con otros teatros como el Teatro Principal de Palma de Mallorca, el de Alicante o el Teatro del Circo, el Teatro Romea y el Teatro Jovellanos de Barcelona. También publicó una autobiografía y un manual con comentarios sobre sus propios trabajos.
Sus escenarios se caracterizaron por la rigurosidad académica con que estaban realizados, respetando al máximo la perspectiva. Creó los escenarios, entre muchos otros, por las obras de óperas de Verdi.
Se retiró en 1881 después de más de 60 años dedicados a la escenografía, dejando su puesto de trabajo a Francesc Soler i Rovirosa. Murió en Barcelona en 1890.
En los fondos de arte del Museo Nacional de Arte de Cataluña se conserva un boceto suyo, titulado Vestíbulo de un palacio oriental abierto al jardín, proveniente de la colección de Raimon Casellas.